# Micaela Schäfer
Micaela Schäfer (Leipzig, antigua República Democrática Alemana, 1 de noviembre de 1983), conocida también por los apodos de La Mica o DJane LaMica, es una modelo erótica, presentadora, disc-jockey, actriz de cine y televisión y cantante de ascendencia germano-brasileña. Es famosa por sus frecuentes apariciones tanto en distintos lugares y eventos públicos como mediante su cuenta de Instagram, en los que suele exponerse luciendo prendas sumamente cortas y escotadas, haciendo toples o mostrándose en ocasiones completamente desnuda como en la presentación en Berlín en mayo de 2012 del filme Hombres de negro 3, en la que exhibió un vestido realizado totalmente a base de cintas de película «que deja al descubierto sus pechos y su trasero», con motivo de la celebración en Alemania del Gran Premio de Fórmula 1 de 2013, en la Puerta de Brandeburgo, la festividad del día de San Valentín de 2015 o las inauguraciones del Oktoberfest de 2015 y 2016, las ceremonias de entrega de los Premios Venus 2018 o 2019, la Navidad de 2020, etcétera.

## Biografía
En mayo de 2014 apareció su libro autobiográfico titulado Lieber nackt als gar keine Masche, traducible al esp. como Más vale estar desnuda que no hacer nada, en el que la artista contaba por primera vez la historia de su vida desde que con dos años de edad se trasladó con su madre (una alemana soltera, graduada en Ciencias Económicas y bibliotecaria; a su padre, un brasileño estudiante de Medicina, nunca llegó a conocerlo) al distrito berlinés de Marzahn-Hellersdorf, en cuyo Sartre-Gymnasium cursó estudios que abandonó después del décimo grado tras completar su formación como asistente farmacéutico-comercial, o su participación en 2006 en el concurso de talentos Next Top Model (en el que quedó en octavo puesto, lo que haría que cayese en la cuenta de que el modelaje convencional no era lo suyo), pasando por su primer aumento de pecho en 2001 (ya con quince años se había sometido a una cirugía de nariz), hasta alcanzar su deseo de convertirse en uno de los símbolos eróticos más desinhibidos y provocadores a la hora de exhibir su cuerpo, al mismo tiempo que revelaba sin tapujos sus experiencias sexuales, aventuras secretas y fantasías eróticas más transgresoras o descubría lo que realmente sucedía detrás de los platós de televisión.

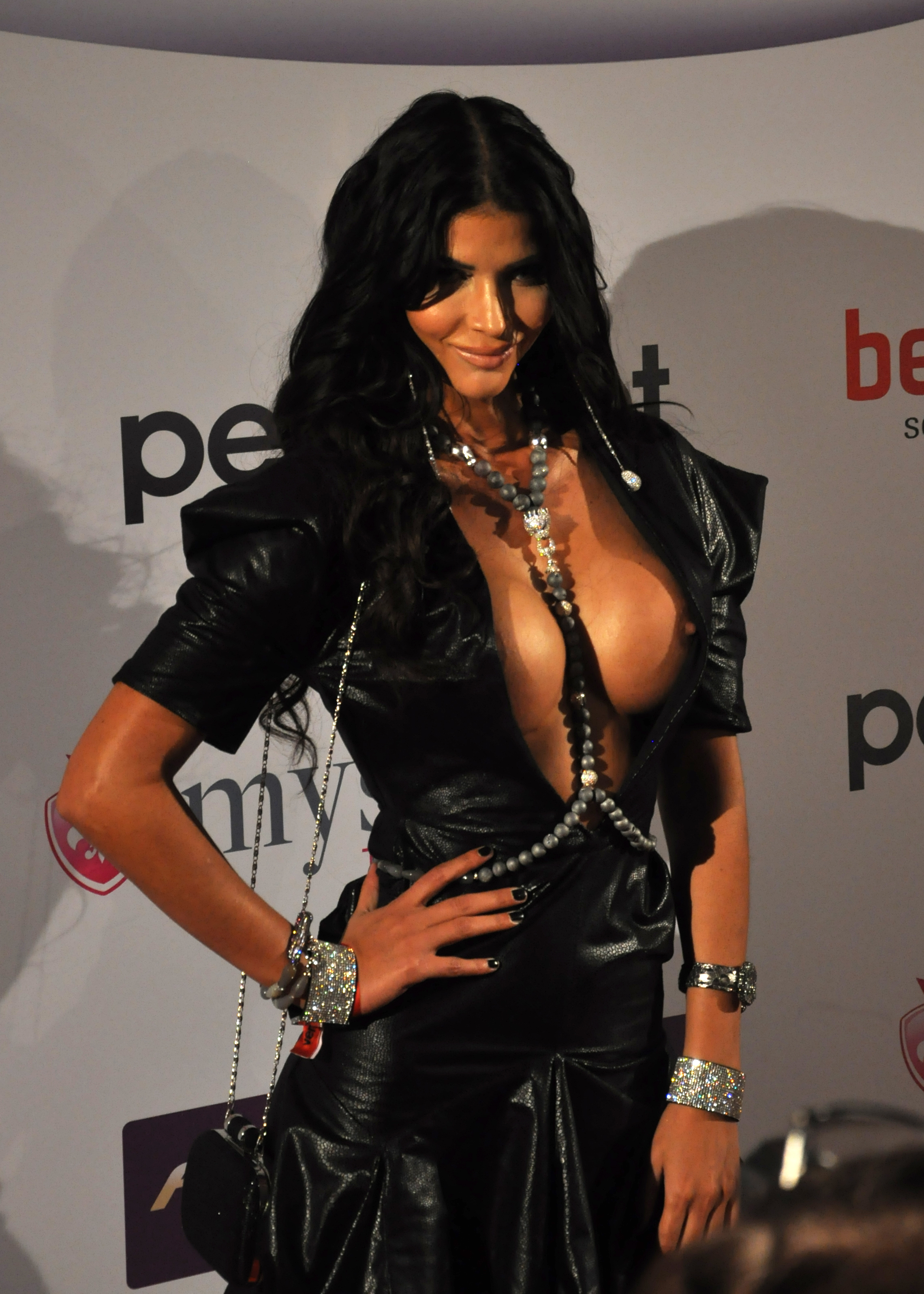
Berlín. Micaela Schäfer durante la ceremonia de entrega de los Premios Venus 2014.

Desde 2001 hasta comienzos de los años 2020 ha participado en diferentes concursos de belleza entre los que cabe destacar los de Miss Tempelhof (2003) o Miss Berlín (cuarto puesto en 2004). El mismo año fue proclamada Miss Alemania del Este, si bien fue excluida del subsiguiente Miss Alemania debido a la publicación de unas fotografías tomadas poco antes para la versión local de la revista Penthouse ya que en las mismas posó ante la cámara con las tetas al aire. En 2005 fue elegida Miss Venus y Miss Maxim Internacional al año siguiente.
Corresponden también a este periodo marcado por su participación en numerosos eventos, promociones y sesiones fotográficas, así como apariciones en programas y series de televisión como The Face of Campari 2005, Big Brother (emitida en cerca de setenta países), The Cinderella Experiment, Reality Queens on Safari (a partir del 22 de agosto de 2013 y que levantó duras críticas por «recurrir a una imagen tan irreflexiva de África». La modelo por su parte se despidió del programa tras su segundo episodio por considerar que el continente era demasiado «mojigato» [sic] para ella), The Perfect Dinner, RIS – Die Sprache der Toten (2007), Der Kriminalist (2010), ProSieben Celebrity Boxing, donde perdió por puntos frente a la también actriz y cantante alemana Indira Weis, Ich bin ein Star – Holt mich hier raus! (en que una vez más llamó la atención por sus inusitados atuendos) (ambos en 2012), la 65.ª edición del Festival de Cine de Berlín o Freizeit TV Tirol (los dos en 2015), Fashion Week Berlin (2016), Get the Fuck out of my House (2019), Die Festspiele der Reality Stars – Wer ist die hellste Kerze? (2020), calendarios eróticos, revistas para adultos como Playboy, Men's Health, FHM o la española Interviú, etc.
Como «DJ nudista» ha actuado en numerosas fiestas convocadas en ciudades de Centroeuropa como Viena o Ratisbona (22 mar. 2019), si bien en este último caso la Oficina de Bienestar Juvenil la obligó a comprometerse a no quitarse toda la ropa.
Pero quizá el evento más transgresor protagonizado por la artista conocido hasta el presente haya sido la filmación del videoclip de la banda bávara Dorfrocker titulado Freibierotto (2014), grabado frente al altar de la iglesia de Rauhenebrach durante la que se quitó espontáneamente el dirndl y se quedó «desnuda» o bien «vestida solo con un par de bragas»:

—Nunca había estado desnuda en una iglesia, pero me sentí genial.

[…]

Soy atea, pero –por supuesto– respeto los sentimientos religiosos de mis semejantes. Sin embargo, no creo que sea malo mostrarse desnudo en una iglesia. Los bebés en el bautismo también están desnudos y todos nacemos desnudos. La Iglesia debería saber eso.

En cuanto a su carrera musical en 2009 publicó el tema Life Is Just a Game en colaboración con la cantante neerlandesa Marie-José van der Kolk, más conocida como Loona, al que siguió en 2011 U-Bahn Ins Paradies, junto a la también modelo Franziska Czurratis, con la que ya había participado anteriormente en el programa concurso Das Supertalent como La Mica & The Fränzi.

### Relaciones
En el aspecto personal en 2004 protagonizó un breve romance con el joven político de la CDU y concejal del distrito de Marzahn-Hellersdorf Sebastian Czaja, quien en una entrevista concedida al Berliner Morgenpost declaró que el principal problema había sido que Schäfer se mostraba cada vez más dispuesta a posar desnuda:

De hecho el detonante de mi decisión de terminar nuestra relación fue que había firmado nuevos acuerdos de fotografía de desnudos con una discoteca y un tabloide. No pensé que basaría su carrera únicamente en esas fotos de desnudos. Yo más bien esperaba que se cambiara a la fotografía de moda.

Una década después la modelo manifestó a la revista OK! que venía manteniendo desde hacía un par de años (2012) una nueva relación esta vez con el conocido cocinero austriaco Klaus Brunmayr, si bien la pasión inicial se enfrió notablemente desde entonces:

La sensación de que era la mujer de sus sueños se ha perdido…

En diciembre de 2015, concretamente a raíz de una sesión fotográfica realizada en el estado de Carintia, comenzó a salir con el empresario y editor austriaco Felix Steiner con el que participó en 2018 en la Sommerhaus der Stars y del que se separó de mutuo acuerdo justo después del concurso en el que quedaron en quinto lugar.

## Trayectoria artística (selección)

### Discografía
| Mezclas (2)         | Mezclas (2)  | Mezclas (2) | Mezclas (2) | Mezclas (2)        |
| Tema                | Lanzamiento  | País        | Géneros     | Sello discográfico |
| ------------------- | ------------ | ----------- | ----------- | ------------------ |
| U-Bahn ins Paradies | 10 sep. 2011 | Alemania    | Pop         | Fiesta Records     |
| U Made for Me       | 24 mar. 2014 | Suiza       | Electronic  | Palacemusix        |

| Recopilatorios (4) | Recopilatorios (4)      | Recopilatorios (4) | Recopilatorios (4)               | Recopilatorios (4) | Recopilatorios (4) |
| Lanzamiento        | Discográfica            | Autores            | Título                           | Géneros            | Tema               |
| ------------------ | ----------------------- | ------------------ | -------------------------------- | ------------------ | ------------------ |
| 2015               | Partykönig              | Varios             | Ballermann Oktoberfest Hits 2015 | Pop                | 1-20 Partypolizei  |
| 26 feb. 2016       | Goldammer               | Varios             | Ballermann Spring Break 2016     | Electronic, Pop    | 1-9 Deine Freundin |
| 10 jun. 2016       | Platja de Palma Records | Varios             | Ballermann Mega Party 2016       | Electronic, Pop    | 1-8 Partypolizei   |
| 2016               | More Music and Media    | Varios             | Mallotze Hits 2016               | Pop                | 2-7 Deine Freundin |

### Filmografía
| Cine y televisión (16) | Cine y televisión (16)                  | Cine y televisión (16) | Cine y televisión (16) | Cine y televisión (16)            |
| Año                    | Título                                  | Personaje              | Directores             | Notas                             |
| ---------------------- | --------------------------------------- | ---------------------- | ---------------------- | --------------------------------- |
| 2007                   | R.I.S. - Die Sprache der Toten          | Modelo                 | Florian Froschmayer    | Serie de televisión. Un episodio. |
| 2010                   | Der Kriminalist                         | Mujer policía          | Thomas Jahn            | Serie de televisión. Un episodio. |
| 2014                   | Seed 2                                  | Víctima                | Kim Blanc, Marcel Walz |                                   |
| 2014                   | La Petite Mort II                       | Jade Maxime            | Marcel Walz            |                                   |
| 2014                   | Ohne Konsequenz                         | Rosie                  | Julia Küppers          | Cortometraje.                     |
| 2015                   | Freizeit TV Tirol                       |                        | Christian Abermann     | Serie de televisión.              |
| 2015                   | Er ist wieder da                        | Micaela Schäfer        | David Wnendt           |                                   |
| 2015                   | Casting of Death                        | Anna                   | Ezra Tsegaye           | Cortometraje.                     |
| 2015                   | Tot oder Lebendig                       |                        | Jochen Taubert         |                                   |
| 2016                   | Euro Kings                              | Cutie                  |                        |                                   |
| 2016                   | Euro Club                               | Cutie                  | Ali Zamani             |                                   |
| 2017                   | Alarm für Cobra                         | Oksana Beutler         | Ralph Polinski         | Serie de televisión. Un episodio. |
| 2018                   | Skin Creepers                           | Micaela                | Ezra Tsegaye           |                                   |
| 2019                   | Secrecy                                 |                        | Kevin Wloczyk          |                                   |
| 2019                   | Breakdown Forest - Reise in den Abgrund | Samira Ribbeck         | Patrick Roy Beckert    |                                   |
| 2020                   | Sky Sharks                              | Amazona                | Marc Fehse             |                                   |
| 2022                   | Ach du Scheiße!                         | Mica                   | Lukas Rinker           |                                   |
| 2022                   | Die Boten des Todes                     | Pechmarie              | Thomas Pill            |                                   |

### Premios
| Año  | Ceremonia                          | Resultado | Premio                             |
| ---- | ---------------------------------- | --------- | ---------------------------------- |
| 2003 | Miss Tempelhof                     | Ganadora  | Miss Tempelhof                     |
| 2004 | Miss República Democrática Alemana | Ganadora  | Miss República Democrática Alemana |
| 2006 | Miss Maxim Internacional           | Ganadora  | Miss Maxim Internacional           |
| 2012 | Premio Venus                       | Ganadora  | Mejor Modelo Erótica del Año       |
| 2012 | Penthouse Pet des Jahres 2012      | Ganadora  | Novia más Erótica del Año          |
| 2014 | Premio Venus                       | Ganadora  | Mejor Modelo Erótica del Año       |